# Ocírroe (filla d'Oceà)
Ocírroe (en grec antic Ὠκυρόη), va ser segons la mitologia grega, una oceànide, filla d'Oceà i Tetis.
Aquesta oceànide s'havia unit a Hèlios, el Sol, i li havia donat un fill, Fasis. Aquest fill va sorprendre Ocírroe amb un amant, i la va matar. Després, impulsat pels remordiments, es va precipitar al riu Arcturus, que des d'aquell moment va rebre el nom de riu Fasis.